# 213 (авион)
Утва 213 је југословенски војни школски једномоторни нискокрилни клипни авион двосед са дуплим командама за напредну прелазну, тренажну и борбену обуку, модерних аеродинамичких линија, дрвене конструкције са увлачећим стајним трапом и затвореном кабином, који се производио у фабрици авиона Утва у Панчеву. Непосредно по окончању рата а на основу расписаног интерног конкурса из 1946. године, урађени су пројекти авиона за тренажну прелазну обуку пилота са ознакама 212 и 213, оба са истим мотором Ренџер СВГ-770C-Б1 од 330 kW (450 КС), који су набављени из ратних залиха САД. Прототипови ових авиона су направљени у земунској фабрици авиона Икарус, у којој је 1940. године израђен прототип првог напредног тренажног авиона Икарус ММ-2, па се ови авиони могу наћи и под именом Икарус 212 и Икарус 213. Први лет прототипа 212 и 213 је изведен 1948. године а након испитивања серијски су се производили у фабрици авиона Утва у Панчеву од 1950. до 1955. године. Био је наоружан са два митраљеза калибра 7,9 mm и са четири носача бомби. Укупно је направљено 196 авиона Утва 213 и 60 примерака Утва 212. Наследник ових авиона исте намене и класе је био Соко 522.

## Порекло и развој
Припада групацији „прелазних“ авиона, који се користе у школовању пилота, после почетне обуке а пре преласка на борбене авионе. Тој групацији, припадају домаћи авиони :
- с клипним мотором, 212, 213 и 522
- с млазним мотором, Г-2 Галеб и Г-4 Супер Галеб

Авиони с клипним мотором су остали у овој намени све док се нису почели уводити, у употребу, борбени авиони с млазним мотором. Тада се морало прећи на прелазне авионе с млазним мотором.
На овај начин је сачуван систем тростепеног школовања пилота, које је успоствљено 1946. године, с конкурсом за развој прелазног школског авиона. Тај прилаз је искуствено доказан, као економичан, примењује се и сада. У оваквом опредељењу је развијен, неуспео Авион 212, чија је серијска производња брзо прекинута.
Конструкторска група, на челу с инжењерима Иваном Шоштарићем, Стевом Ћурићем, Станком Маринковићем и Мирком Дабиновићем, приступила је изради пројекта и развоју авиона 213.
Конструктори су имали на располагању клипни, линијски мотор Renger, с двостепеним механичким компресором. Мотор је развијао снагу од 382kw (520 KS). Мала чеона пројекција мотора је омогућила обликовање трупа за мали чеони отпор. При избору материјала, за градњу структуре авиона, конструктори су се определили за дрво, пошто још није постојала домаћа производња алуминијума. Овај избор је био практичан и повољан с аспекта масе структуре, али је био неповољан због малог века трајања. Одабрана је, полумонокок конструкција трупа и решетка од дрвета покривена лепенком, за крило. Површина, ниско постављеног крила, је добро усклађена с оствареном масом авиона. Усвојен је класичан стајни трап с репним точком, с увлачећим главним ногама.

## Развој
Први прототип (Утва 213 Вихор) је развијен са стајним трапом, чије се главне ноге увлаче у гондоле на крилима, слично као на совјетском авиону ИЛ-2. После првих његових летова, промењена је одлука и прешло се на развој прототипа с нормалним увлачењем главних ногу стајног трапа, у простор кореног дела крила. Прототип 2 је испитиван, на земљи и у лету у Ваздухопловноопитном центру. Све летне карактеристике су му испуњавале америчке норме USAF spec. No-1815-B. Показао се као веома погодан за летење. По летачким особинама и понашању у акробацијама није заостајао за америчким авионом Harward.
 је имао јачи мотор, с оптималном снагом при земљи, а 213 на висини од 3000 m, што је постигнуто с компресором за напајање карбуратора ваздухом.
Код авиона 213 је постигнут повољан однос тежине и површине крила {\displaystyle \left(101\ <{\frac {G}{S}}\ >127\right)}, што је пресудно за добре летне карактеристике.

## Серија
У фабрици авиона Утва, од 1951. до 1955. године, произведено је 275 примерака авиона 213. Та производња је била веома квалитетна, захваљујући преносу знања и искуства од стране немачких инжењера, бивших ратних заробљеника.
Авион 213 је био веома прихваћен и на њему је исшколовано више генерација пилота. Дуго би се задржао у оперативној употреби да га није ограничавао кратак рок трајања, због брзог пропадања, његове структуре од дрвета.

## Наоружање
- Стрељачко, 2 митраљеза 7.92 mm МГ-15 са по 75 метака сваки
- Бомбе, 4 бомбе од 25 kg или 2 бомбе од 50